# ميرجانا جوكوفيتش
ميرجانا جوكوفيتش (بالسيريلية الصربية: Мирјана Јоковић) هي ممثلة صربية (وحملت سابقاً جنسية صربيا والجبل الأسود وجمهورية يوغوسلافيا الاشتراكية الاتحادية)، ولدت في 24 نوفمبر 1967 ببلغراد في صربيا. من الجوائز التي نالتها Golden Arena for Best Actress ‏ سنة 1990.

## جوائز
- Golden Arena for Best Actress [الإنجليزية]‏ (1990)

## وصلات خارجية
- ميرجانا جوكوفيتش على موقع IMDb (الإنجليزية)
- ميرجانا جوكوفيتش على موقع ألو سيني (الفرنسية)
- ميرجانا جوكوفيتش على موقع أول موفي (الإنجليزية)
- ميرجانا جوكوفيتش على موقع قاعدة بيانات برودواي على الإنترنت (الإنجليزية)
- ميرجانا جوكوفيتش على موقع قاعدة بيانات الأفلام السويدية (السويدية)
- ميرجانا جوكوفيتش على موقع قاعدة بيانات الفيلم (الإنجليزية)
- ميرجانا جوكوفيتش على موقع كينوبويسك (الروسية)